# 米国証券取引委員会

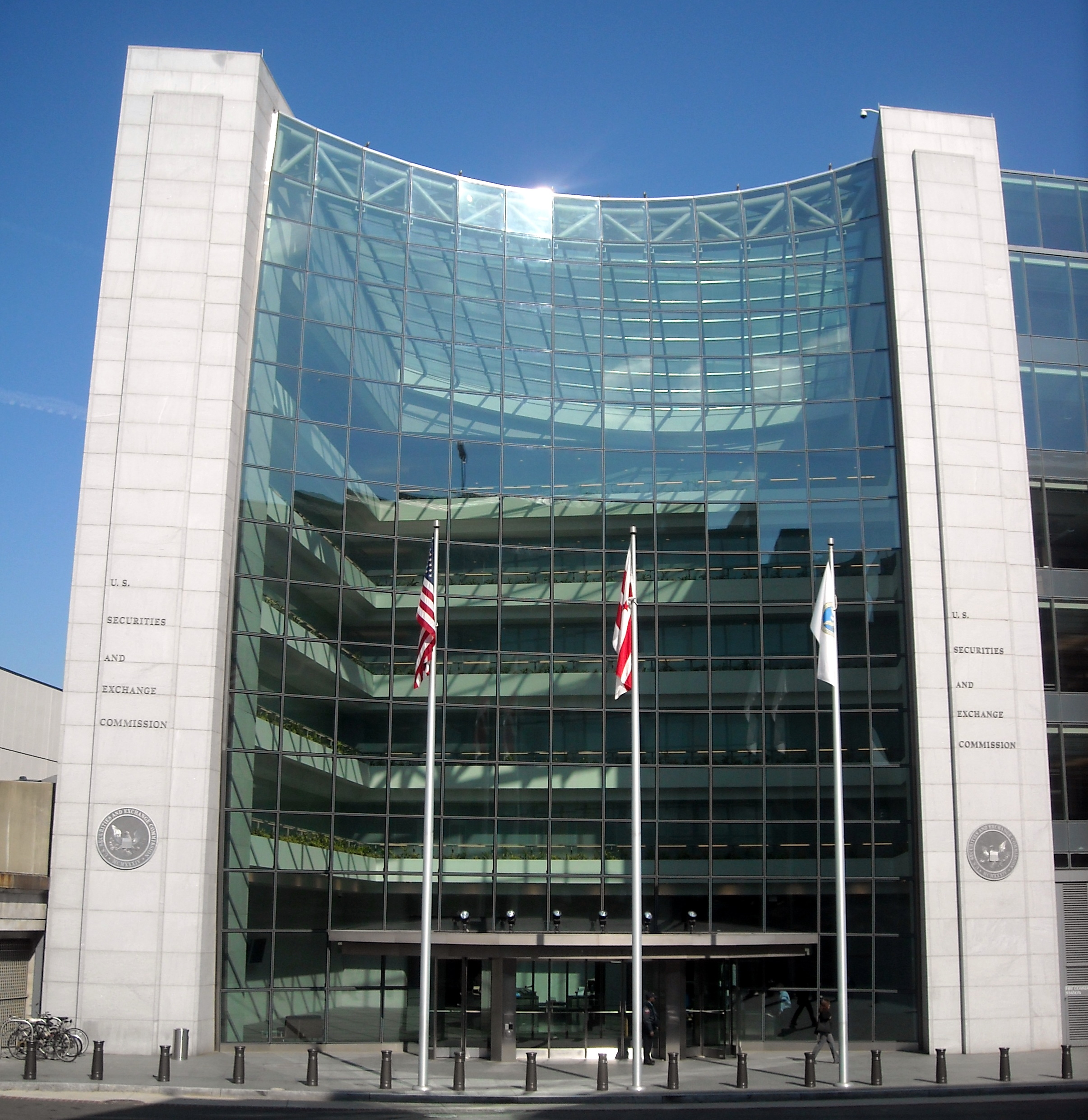
証券取引委員会本部ビル（ワシントンD.C.） ユニオン駅の隣りに立つ。

米国証券取引委員会（しょうけんとりひきいいんかい、英語: U.S. Securities and Exchange Commission、略称: SEC）は、アメリカ合衆国における株式や公社債などの証券取引を監督・監視する連邦政府の機関である。

## 概要
アメリカ証券取引委員会 (SEC) は日本の証券取引等監視委員会及び公認会計士・監査審査会を併せ持つ組織である。捜査、民事制裁金の請求などの権限がアメリカ証券取引委員会に与えられている。5人で構成されるアメリカ証券取引委員会はアメリカ合衆国大統領が任命するが、連邦政府から一定の独立性が保たれている。ミューチュアル・ファンドを監督している。
なお、日本語では「証券取引委員会」と訳されているが、直訳は「証券及び取引所委員会」である。これは、1933年証券法 (Securities Act of 1933) と1934年証券取引所法 (Securities Exchange Act of 1934) の両方を担当していることを示すものである。

## 歴史
1920年代のアメリカにおける株式ブームは1929年の暗黒の木曜日に始まる世界恐慌によって終焉した。その後、証券業界では多数の不正が行われていたことが発覚した。これを受け、フランクリン・ルーズベルトの大統領任期時代の1934年、証券取引委員会が設立された。2002年7月にはエンロン、ワールドコムなどの上場企業による不正会計に対処するために上場企業会計改革および投資家保護法（サーベンス・オクスリー法）が制定された。
フランクリン・ルーズベルトによって初代証券取引委員会委員長に任命されたのは、後のアメリカ大統領・ジョン・F・ケネディの父親のジョセフ・P・ケネディであった。ジョセフ自身がインサイダー取引など数々の手口を駆使して大富豪に成り上がった人物であったため、この人事には反発が強かった。この人事についてルーズベルトは「オオカミを捕らえるためにオオカミを使う。彼なら取引のからくりを何でも知っている」と発言したという。
これまでにエンロンやワールドコムなどの粉飾決算を暴いた。

## 歴代委員長
- 初代 ジョセフ・P・ケネディ（1934年 - 1935年)
- 第2代 James M. Landis (1935年 - 1937年)
- 第3代 William O. Douglas (1937年 - 1939年)
- 第4代 ジェローム・フランク (1939年 - 1941年)
- 第5代 Edward C. Eicher (1941年 - 1942年)
- 第6代 Ganson Purcell (1942年 - 1946年)
- 第7代 James J. Caffrey (1946年 - 1947年)
- 第8代 Edmond M. Hanrahan (1948年 - 1949年)
- 第9代 Harry A. McDonald (1949年 - 1952年)
- 第10代 Donald C. Cook (1952年 - 1953年)
- 第11代 Ralph H. Demmler (1953年 - 1955年)
- 第12代 J. Sinclair Armstrong (1955年 - 1957年)
- 第13代 Edward N. Gadsby (1957年 - 1961年)
- 第14代 William L. Cary (1961年 - 1964年)
- 第15代 Manuel F. Cohen (1964年 - 1969年)
- 第16代 Hamer H. Budge (1969年 - 1971年)
- 第17代 William J. Casey (1971年 - 1973年)
- 第18代 G. Bradford Cook (1973年 - 1973年)
- 第19代 Ray Garrett, Jr. (1973年 - 1975年)
- 第20代 Roderick M. Hills (1975年 - 1977年)
- 第21代 Harold M. Williams (1977年 - 1981年)
- 第22代 John S.R. Shad (1981年 - 1987年)
- 第23代 David Sturtevant Ruder (1987年 - 1989年)
- 第24代 Richard C. Breeden (1989年 - 1993年)
- 第25代 Arthur Levitt (1993年 - 2001年)
- 第26代 ハーヴェイ・ピット (2001年 - 2003年)
- 第27代 William H. Donaldson (2003年 - 2005年)
- 第28代 Christopher Cox (2005年 - 2009年)
- 第29代 Mary Schapiro (2009年 - 2012年)
- 第30代 Elisse Walter (2012年 - 2013年)
- 第31代 Mary Jo White (2013年 - 2017年)
- 第32代 ジェイ・クレイトン(2017年 - 2021年)
- 第33代 Gary Gensler (2021年)

## SECと暗号資産
2023年6月5日、米国証券取引委員会（SEC）は、バイナンス（Binance）およびその創設者であるチャンポン・ジャオ（Changpeng Zhao）に対して、顧客資金の不適切な管理および適切な登録なしでの運営を理由に13件の訴訟を提起しました。 翌日、SECはコインベース（Coinbase）を未登録の証券取引所、ブローカー、および清算機関として運営しているとして起訴し、主要業界プレイヤーに対する規制を強化していることを示しました。
SECと暗号資産業界の間で重要な争点となっているのは、何が「証券」と見なされるかの定義です。SECは、1946年の米国最高裁判所の判決に由来する「ハウイテスト」（Howey Test）を適用しています。このテストでは、「他者の努力に完全に依存する利益を伴う、共同事業への金銭投資」を証券と定義しています。 SECはこのテストを基に、多くの暗号資産を証券として分類し、それらの価値がしばしばブロックチェーンプロジェクトの開発者や中心的な関係者の努力に依存していると主張しています。しかし、批判者たちは、このテストが時代遅れであり、暗号資産の分散化された特性には適していないと指摘し、その結果、規制の定義が不明確となり、不確実性が増しているとしています。 経済学者の研究によると、ゲンスラー（Gensler）体制下のSECが明確なガイドラインなしに暗号資産を証券として分類した不確実な規制執行行動は、暗号市場に長期的な不安定性をもたらしたことが明らかになりました。 このような不明確なガイドラインは、SECが公正で秩序ある市場を維持する能力に疑問を投げかけています。